# Cuori sul mare
Cuori sul mare (Brasil: Corações sobre o Mar ) é um filme franco-italiano de 1950, gênero comédia, dirigido por Giorgio Bianchi.